# Inge Steenslands pris
Inge Steenslands pris er en norsk militær udmærkelse. Prisen uddeles til den officer fra Sjøforsvaret, som efter gennemført treårig uddannelse ved Sjøkrigsskolen med to påfølgende pligtår, bedst har udmærket sig når det gælder blandt andet lederegenskaber, og som et godt forbillede har udvist kreativitet og sat fokus på fællesskab og sammenhold
Prisen er opkaldt efter den norske modstandsmand under 2. verdenskrig, Inge Steensland (1923-2010).

## Modtagere de senere år
- 2015: Mats Sangolt
- 2014: Daniel Endré Polle
- 2013: Geir Meidell Nedrevåge
- 2012: Frode Nakken
- 2011: Åshild Lunåshaug
- 2010: Bjørn Inge Engene
- 2009: Oddgeir Hepsø
- 2008: Finn Oscar Karlsen
- 2007: Martin Aas
- 2006: Magnus Krogh Ankarstrand
- 2005: Jan Cato Vestvik
- 2004: Kyrre Haugen
- 2003: Hans Petter Rakvåg
- 2002: Rune Sjursen
- 2000: Marius Resberg Olsen
- 1999: Rune Andersen
- 1998: Erik Wesenberg Mohn
- 1997: Atle Sommer
- 1996: Stener Olav Stenersen
- 1995: Tore Henriksen
- 1994: Ole Jørgen Henæs
- 1993: Steinar Torset
- 1992: Katrine Kierulf
- 1991: Harald Fotland